# Первомайское (Красноармейский район)
Первомайское — село в Красноармейском районе Саратовской области, у реки Россошь, в 90 км к юго-западу от Саратова.

## Историческая справка
Основано как немецкая колония Каменского колонистского округа Камышинского уезда, Саратовской губернии.
Считается, что колонию основали 68 семей католиков, но вскоре они в основном покинули село, и вместо них прибыли переселенцы из лютеранских колоний Мессер, Гримм, Кауц (выходцы из Дармштадта, Изенбурга и Бранденбурга). Известно также, что после Отечественной войны 1812 года к колонии были причислены бывшие военнопленные наполеоновской армии Альтаг и Галлер, пожелавшие остаться в России. По указу от 26 февраля 1768 года о наименованиях немецких колоний получила официальное название Россоши, от речки, на которой она располагалась.
Здесь имелись: мельницы, производство сарпинки, веялок, курительных трубок, земская школа, кооперативная лавка, сельскохозяйственное кредитное товарищество, начальная школа.

## География и климат
Водные источники: речка Иловля, а в полях из 8 родников. Половину всей земли в округе занимает супесчаная земля, а другую 1/2 чернозёмная, хрящеватая, песчаная и солонцеватая, приблизительно поровну. Глубина почвы до 1/2 аршина; подпочва — глина. Поверхность земли с небольшими возвышенностями, оврагов — 8, под которыми до 100 десятин.

## Численность населения
160 (1767), 150 (1773), 143 (1788), 254 (1798), 436 (1816), 776 (1834), 1248 (1850), 1460 (1859), 1765 (1886), 1641/1631 нем. (1897), 2768 (1905), 2750 (1911), 2585/2585 нем. (1920), 1854 (1922), 1695 (1923), 1928/1919 нем. (1926), 2162/2162 нем. (1931).
Динамика численности населения
| 1987 | 2002 |
| ---- | ---- |
| ≈710 | 800  |

| 2002 | 2010 |
| ---- | ---- |
| 798  | ↗951 |